# Giovanni Bono
Pour les articles homonymes, voir Bono (homonymie).
Giovanni Bono  (Mantoue, 1168 – Mantoue, 23 octobre 1249) est ermite italien qui a passé d'une vie d'acteur itinérant à celle d'un religieux dévoué à la prière et à la charité.

## Vie

### Les premières années
À l'âge de 16 ans, il perdit son père, et quitta le domicile familial pour courir le monde. Il fut acteur comique, dans une troupe qui allait de ville en ville donner des représentations sur les places et dans les palais des nobles. On les accusait d'en profiter pour commettre quelques plaisanteries de mauvais goût et aussi quelques larcins. Ils étaient considérés comme des citoyens de seconde zone, non respectueux des lois.

### La vie religieuse
En 1206, il tomba gravement malade, et fit vœu de changer complètement de vie s'il recouvrait la santé. Guéri, il tint sa promesse, et se fit ermite à Bertinoro puis à Césène, où il vécut dans la prière et la pénitence. 
Petit à petit, il eut des disciples, de nombreux jeunes hommes qui souhaitaient faire de lui leur guide spirituel. Ce sont eux qui construiront la première maison de leur future congrégation tandis que Giovanni continuait de vivre en ermite, ne possédant que deux manteaux, un peu de paille, une table sur laquelle il dormait tout habillé, un crucifix et une image de la Vierge, et un flacon d'eau bénite.
À côté de son ermitage fut édifiée l'église de Sainte Marie de Butriolo, où il allait tous les jours écouter la Messe. Il se confessait très fréquemment, il était humble, bon et charitable.
Il recevait la visite de personnes attirées par la profondeur de son discours spirituel, alors qu'il était quasiment analphabète, ne connaissait que quelques prières par cœur et n'avait eu comme éducation religieuse que celle que lui avait prodiguée ses parents dans son enfance.
Avec les autres hommes dont il était le modèle spirituel il fonda un ordre religieux et plusieurs monastères obéissant à une règle inspirée de saint Augustin. 
Quand il eut une soixantaine d'années, il souhaita remettre entre des mains plus fortes sa communauté, lui permettant ainsi de consacrer la fin de sa vie à la prière et à la contemplation.
Au début d'octobre 1249 il partit avec quelques disciples vers Mantoue, et se retira dans l'ermitage Sainte Agnese in Porto, où il mourut le 16 du même mois.
Le peuple le considérait comme un saint. En son honneur, la ville de Mantoue fit exécuter son portrait sur le mur d'un palais.

## Béatification
Il fut béatifié en 1483 par le Pape Sixte IV. Sa fête est le 23 octobre (mais elle a été aussi célébrée le 16 octobre).

## Sources
- P. Bruno Silvestrini O.S.A.